# Dingtao (häradshuvudort i Kina)
Dingtao (kinesiska: 定陶) är en häradshuvudort i Kina. Den ligger i provinsen Shandong, i den östra delen av landet, omkring 220 kilometer sydväst om provinshuvudstaden Jinan. Antalet invånare är 58 206.
Runt Dingtao är det tätbefolkat, med 659 invånare per kvadratkilometer. Det finns inga andra samhällen i närheten. Trakten runt Dingtao består till största delen av jordbruksmark.
Genomsnittlig årsnederbörd är 726 millimeter. Den regnigaste månaden är juli, med i genomsnitt 208 mm nederbörd, och den torraste är januari, med 4 mm nederbörd.